# Запороги (телесеріал)
«Запороги» — український 10-серійний історичний телесеріал, знятий режисером Володимиром Онищенком на кіностудії «Укртелефільм» за участю студії «Злагода». Сюжет серіалу паралельно розгорається у двох часових вимірах: в Україні 17-18 ст. та у сучасній Україні 20-го сторіччя.
Вперше мінісеріал транслювали на телеканалі Перший національний 2006 року.

## Синопсис
Події серіалу паралельно розгорається у двох часових вимірах: в Україні 17-18 ст., де події розгортаються навколо пригод отамана українського козацтва Івана Сірка, та у сучасній Україні 20-го сторіччя, де дії розгортаються навколо сучасного українця-героя — Крутояра. Як для Сірка, так і для Крутояра події розгортаються навколо коханої жінки.
Село Капулівка Січеславської області, Україна, 1990-ті роки. Після відновлення незалежності Україна опиняється під гнітом проросійських олігархів-лиходіїв які захопили владу та економіку по всій Україні. На вшанування пам'яті отамана Запорозької Січі Івана Сірка з'їжджається вся еліта Січеславщини, й серед них головним гостем є олігарх Якутовскій на прізвисько Якут, якому намагаються догодити всі місцеві чиновники. У натовпі Якут помічає вродливу україночку Любаву й наказує своїм охоронцям викрасти її та відвести в його машину. Якут пропонує угоду коханому Любави, Крутояру: Якут поверне дівчину Крутояру в обмін на земельну ділянку якою володіє Крутояр, але Крутояр відмовляється. Якут їде з полоненою Любавою, однак Крутояр незабаром наздоганяє лиходія на своїй машині та рятує її. Розлючений Якут приїжджає до Києва, до генерала Заламая, й наказує заднім числом оформити шлюб з Любавою. А в цей час Любава, нічого не підозрюючи про підступні плани Якута, відпочиває собі разом з Крутояром на острові Чортомлик й навіть погоджується відправитися разом Крутояром на заслання до Сибіру…
Україна, весна 1672-го року. Після зради гетьмана Дорошенка Україна опиняється під гнітом двох сильних ворогів: Московської імперії та Османської імперії. На підосманській Україні загарбницькі війська турків спалюють українські села й масово вбивають безневинних українських селянам, а тих кого вони не вбивають відводять в рабство. Зібравши українське козацьке військо покласти край пануванню турків над підосманською Україною береться сімдесятирічний отаман Запорізької Січі Іван Сірко. Однак в поході проти турків Сірко зустрічає та закохується в Ярину, яку Сірко звільнив з турецького полону. Однак звільнивши Ярину Сірко не знайшов у турецькому полоні і її маленького сина Олексу, якого Сірко добре знав, так як Олекса раніше був у нього курінним козачком. Сірко обіцяє Ярині врятувати її сина Олексу, однак згодом він дізнається про підступну зраду — виявляється Олекса зрадив Україну й став одним з кращих яничарів та разом з його новими побратимами-турками вбиває українців. У кожній новій битві з турками, отаман Сірко чекає зустрічі з іудою Олексою, однак невідомо чим може обернутися для нього двобій з Олексою…

## Творча команда
- Режисер — Володимир Онищенко
- Сценаристи —Віктор Вєрєтєнніков (автор сценарію), Володимир Онищенко (співавтор сценарію[2])
- Оператор — Андрій Даниленко, Олександр Мазепа
- Постановник виробництва — Олександр Шеремет
- Продюсер — Віктор Вєрєтєнніков

## У ролях
У серіалі грають переважно українські актори; винятків з цього було лише кілька; зокрема у серіалі знявся російсько-український актор Віктор Степанов, який зіграв головного протагоніста кошового отамана Івана Сірка, російський актор Едуард Марцевич, який зіграв роль російського царя Олексія Михайловича, російський актор Микола Олялін, який зіграв російського воєводу-князя Ромодановського тощо.
- Віктор Степанов - Іван Сірко
- Леся Самаєва - Ярина
- Володимир Талашко - Крутояр
- Наталя Коваль - Любава
- Костянтин Шафоренко - Якут
- Євген Паперний - генерал Заламай
- Євген Полив'яний - Олекса
- Дмитро Гаврилов - Аслан
- Сергій Романюк - Вовча Лапа
- Валерій Правоторов - Семен Палій
- Сергій Кучеренко - Селіфан
- Олександр Герасимчук - Пелех
- Дмитро Наливайчук - Медовуха
- Сергій Гаврилюк - Давимуха
- Володимир Пшеничний - прокурор
- Олександр Безсмертний - Северин
- Леонід Марченко - адвокат
- Олександр Артеменко - Веретень
- Микола Олялін - російський воєвода-князь Ромадановський
- Ігор Нікіфоров - Порох
- Євген Пашин - Іван
- Микола Малашенко - Дід Шевчик
- Едуард Марцевич - російський цар Олексій Михайлович
- Віктор Кошель - Никифор
- Антон Межинін - Іван Мазепа
- Олексій Колесник - Візир Кара-Мустафа
- Георгій Поволоцький - Тагедай
- Валерій Гонтаренко - Іванко
- Володимир Левицький - Мурза Темнанбет
- Микола Заграничний - наглядач
- Людмила Онищенко - Надія
- Віталій Салій - Панас
- Інна Капінос - суддя
- Микола Боклан - губернатор
- Юрій Борисюк - мер
- Вадим Бакуменко - Федір Жученко
- Георгій Хостікоєв - Андрій Ромадоновський
- Ігор Пісний - Юрась Хмельниченко
- Олександр Лонський - гонець
- Борис Георгієвський - гетьман Самойлович
- Олександр Шеремет - Чорбаджі
- Юрій Кошман - Вольдемар
- Ніна Касторф - нянька
- Сашко Власеніко - Ярик
- Сергій Кондратенко - Панас Окорот
- Михайло Аугуст - посол Речі Посполитої
- Олександр Григор'єв - російський воєвода-князь Трубєцкой
- Сергій Тимошенко - порученець російського воєводи-князя Трубєцкого
- Андрій Баса - російський полковник
- Олександр Новосьолов - Дмитро Райч
- Андрій Онищенко, Іван Городецький - веслярі
- Андрій Крилов - дяк
- Олександр Ігнатуша - російський боярин
- Петро Панчук - старий козак
- Євген Єфремов - молодий козак
- Валерій Наконечний, Олексій Рахлін - яничари
- Михайло Конечний - Джамбет-Гірей
- Анатолій Петров - Селім-Гірей
- Володимир Іллєнко - патріарх Петерим
- Галина Перняк - мати Татарчука
- Сергій Хутренков - полонений яничар
- Марина Коломієць - помічник судді
- Олег Мисливий - боєць спецназу
- Серафима Житня - дитина на Володимирській гірці
- Євген Шах - голос за кадром

А також Сашко Петрик, Дмитро Петрик, Андрійко Жильцов, Сашко Сигневич, Володько Поворозник та інші.
Окрім оригінальної українськомовної версії, творці також створили російськомовний дубляж для всіх серій серіалу; російськомовний дубляж створювали ті ж актори що й в оригінальній українськомовній версії.

## Виробництво
Серіал було знято на державній кіностудії Укртелефільм за участі приватної студії «Злагода» за кошти інвестора Віктора Вєрєтєннікова, на основі чийого однойменного роману й базувався сценарій серіалу. За словами тодішнього директора Укртелефільму Олега Бійми, цей серіалу «був замовною роботою, на якій студія гарно заробила». Вперше Вєрєтєнніков прийшов на студію «Укртелефільм» у грудні 2004-го й запропонував зняти за його сценарієм серіал Запороги, який тоді планувалося що складатиметься з 8-ми серій (у кінцевій версії серій було 10).
Фільмування тривало з червня по жовтень 2005 року; за сюжетом кілька подій серіалу мало відбуватися у Сибіру, однак до справжнього Сибіру творці не їздили й зняли Сибір під Києвом.

## Реліз
Серіал складається з 10 серій тривалістю приблизно 45 хв кожна.
Вперше робочий матеріал серіалу Запороги було представлено українській громадськості у травні 2006 року на допрем'єрних показах на кіноринку «Кінофорум-2006»; на телеекрани українського телеканалу Перший національний телесеріал вперше вийшов лише ше за два місяці у липні 2006 року. Згодом у жовтні 2006 року серіал також демонстрували на кіноринку кінофестивалю «Молодість» де трапився скандал оскільки режисер Володимир Онищенко, демонстративно відмовився йти на прем'єру свого історичного серіалу «Запороги» що проходила у кінотеатрі «Київська Русь» мотивуючи це тим що кіностудія «Укртелефільм» не виплатила йому гонорару за серіал. Згодом у серпні 2007 року серіал також було представлено на запорізькому кінофестивалі Бригантина. Пізніше допрем'єрний показ серіалу також відбувся 16 листопада 2007 року в дніпровському кінотеатрі «Родіна». Згодом у січні 2008 року серіал також було представлено на 9-му ялтинському телекінофорумі, де серіал став лауреатом.

## Відгуки кінокритиків
За підсумками 2006 року серіал потрапив до якісно-рейтингового переліку нових стрічок знятих в Україні та оприлюднених впродовж 2006 року який склали експерти видання «Бюро української кіножурналістики».